# Rodrigo Chagas
Rodrigo José Queiroz Chagas, meglio noto come Rodrigo Chagas (Rio de Janeiro, 19 marzo 1973), è un allenatore di calcio ed ex calciatore brasiliano, di ruolo difensore.

## Carriera

### Club
Debuttò nel 1992, a 19 anni, con la maglia del Vitória, vincendo due campionati statali, uno nel '92 e l'altro nel 1995, anno in cui si trasferì in Germania, al Bayer Leverkusen. Dopo una sola stagione in Bundesliga, nel 1996 tornò in Brasile, al Corinthians, con il quale vinse il Campeonato Paulista nel 1997. Nel 1999 tornò nello Stato di Bahia, nuovamente al Vitória, e nel 2000 giocò con il Cruzeiro. Terminò la carriera nel 2005 con la maglia dell'União São João Esporte Clube. Conta 173 presenze nel campionato brasiliano di calcio e 40 in Coppa del Brasile.

### Nazionale
Con la Nazionale brasiliana giocò 3 partite, tutte nel 1995, venendo incluso nella rosa dei convocati per la Copa América 1995.

## Palmarès

### Club

#### Competizioni statali
- Campeonato Baiano: 1

Vitória: 1992, 1995
- Campeonato Paulista: 1

Corinthians: 1997

#### Competizioni nazionali
- Campionato brasiliano: 1

Corinthians: 1998
- Coppa del Brasile: 1

Cruzeiro: 2000